# Léon Landini
Léon Landini (Saint-Raphaël, 9 aprile 1926) è un politico francese, nato da una famiglia di immigrati italiani originari di Torniella, Comune di Roccastrada, in Toscana, autoesiliatasi per sfuggire la repressione fascista.

## Resistenza
Léon Landini aderisce al Partito Comunista Francese a 16 anni, nel novembre 1942, insieme al padre e al fratello maggiore. Durante l'occupazione fa parte dei Francs-tireurs et partisans, la formazione di partigiani che fa capo appunto al PCF. Il 12 octobre 1942 partecipa al sabotaggio della linea ferroviaria che collega  Saint-Raphaël a Cannes, provocando il deragliamento di un treno merci tedesco. Il suo impegno nella Resistenza continua durante la guerra e lo porta a Lione, dove, tra maggio e luglio 1944, il suo stato di servizio fa fede dell'uccisione di una quarantina di soldati tedeschi, della distruzione di oltre trecento mezzi di trasporto sempre tedeschi e di una quarantina di deragliamenti. Ha inoltre partecipato alla distruzione di numerose fabbriche al servizio degli occupanti.
Arrestato a Lione il 25 luglio 1944, è stato torturato da Klaus Barbie.

## Famiglia
Léon fa parte di una famiglia di solide tradizioni comuniste: suo padre Aristodemo, membro degli FTP-MOI, tessera di Combattente Volontario della Resistenza, viene arrestato insieme al figlio Arnolfo, detto Roger, fratello maggiore di Léon, nel 1943 a Saint-Raphaël e subisce atroci torture. Roger Landini, comandante FTP-MOI, Medaglia della Resistenza, invalido di guerra, ha fatto deragliare 8 vagoni merci nella stazione di smistamento di Fréjus-Plage nel dicembre 1940, probabilmente uno dei primi deragliamenti provocati dalla Resistenza francese. Viene arrestato nel maggio del 1943 insieme al padre. Evadono entrambi nel novembre 1943 durante la loro deportazione in Germania.
La sorella Hermine, detta Mimi, ex FTP-MOI, Cavaliere della Legione d’Onore, Cavaliere dell'Ordine Nazionale al Merito, Tessera di Combattente Volontaria della Resistenza, è stata segretaria generale del gruppo dei deputati comunisti all'Assemblea nazionale per 37 anni.
La sorella maggiore Landina, ex FTP-MOI, Tessera di Combattente Volontaria della Resistenza.
Nell'ottobre 1962, ai funerali del fratello Roger a Saint-Raphaël parteciparono un migliaio di persone. Davanti al carro funebre c'era la bandiera rossa della sezione del PCF di Saint-Raphaël. Una delle vie della cittadina è stata intitolata a Roger Landini e la targa con il suo nome è stata inaugurata da Charles Tillon, Marie-Claude Vaillant-Couturier e Pierre Villon, appositamente inviati sul luogo dalla segreteria nazionale del PCF. Roger era segretario della sezione del PCF di  Saint-Raphaël.

## Responsabilità
Léon Landini è oggi presidente dell'Associazione Carmagnole-Liberté des anciens Francs-tireurs et partisans - Main-d'œuvre immigrée (FTP-MOI): in tale veste ha pubblicato diverse opere per presentare testimonianze e documenti tesi a far riconoscere il ruolo dei partigiani immigrati. Nel 2006 è diventato anche presidente-delegato del Polo di Rinascita Comunista in Francia, carica alla quale è nuovamente rieletto nel 2008 durante il 2º congresso nazionale.

## Decorazioni
Léon Landini è stato insignato della Medaglia della Resistenza, decorato dall'Unione delle Repubbliche Socialiste Sovietiche, Ufficiale della Legion d'Onore e Gran Mutilato di Guerra.